# Kumen (wieś)
Kumen – wieś w Słowenii, w gminie Lovrenc na Pohorju. W 2018 roku liczyła 337 mieszkańców.